# ایل‌لاو باسکس
ایل‌لاو باسکس (به انگلیسی: Île aux Basques) یک منطقهٔ مسکونی در کانادا است که در نوتر-دام-ده-نژ، کبک واقع شده‌است. این جزیره بخشی از شهرستان نوتر-دام-ده-نژ، کبک است